# Kenan Evren
Kenan Evren (n. 17 iulie 1917, Kula⁠(d), provincia Manisa, Turcia – d. 9 mai 2015, Ankara, Ankara (il), Turcia) a fost un militar și politician turc. El a fost șeful statului turc între 1980-1989.
Provenind dintr-o familie originară din Balcani, tânărul Kenan Evren a servit în armată din anul 1938. Ca ofițer, a participat la Războiul din Coreea în 1953, într-o brigadă din Turcia înainte de a fi promovat ca general, în 1964. În cele din urmă, în 1978, el a devenit șef al Statului major al armatei turce.
Anii dinaintea loviturii de stat s-au caracterizat prin lupte aprige între stânga și dreapta. Au avut loc lupte de stradă între activiștii de stânga, care doreau o revoluție comunistă și activiștii naționaliști de dreapta. Liderii politici Süleyman Demirel și Bülent Ecevit pierduseră controlul asupra violențelor.
La 12 septembrie 1980, Evren conduce o lovitură de stat care a răsturnat guvernul primului-ministru Demirel, a dizolvat parlamentul și a suspendat libertățile civile. Plasat în fruntea unui „consiliu de securitate” turc, el acționează în calitate de șef al statului.
Odată cu adoptarea Constituției din noiembrie 1982, el a devenit al șaptelea președinte al Turciei, poziție pe care a deținut-o până în noiembrie 1989.
În baza schimbării Constituției aprobată de poporul turc pe 12 septembrie 2010 devenise posibil ca liderii loviturii de stat militare din anii '80 să fie urmăriți penal. Împotriva lui Evren a fost pornită o anchetă și în 2014 fostul președinte a fost condamnat la închisoare pe viață, fiind de asemenea degradat la simplu soldat.
Evren a murit pe 9 mai 2015 în vârsta de 97 ani într-un spital militar. Pe 12 mai, după un serviciu religios din Moscheea Ahmet Hamdi Akseki a fost îngropat într-un mormânt de stat din Ankara. La înmormântare au participat membrii de familie apropiați și personal militar. Partidele politice turcești nu au trimis reprezentați la ceremonie. Câțiva indivizi au protestat în timpul serviciului religios în interiorul moscheii.